# Eleonora Krystyna Oldenburg
Eleonora Krystyna Oldenburg, po mężu Eleonora Krystyna Ulfeldt (ur. 8 lipca 1621, zm. 16 marca 1698) – duńska arystokratka, córka króla Danii i Norwegii Chrystiana IV i jego drugiej, morganatycznej żony Kirsten Munk, żona Stewarda Królestwa Danii, Corfitza Ulfeldta. Autorka pisanych w tajemnicy Pamiętników opisujących związek jej ojca i matki, życie duńskiego dworu i nienawiść do królowej Zofii Amelii.

## Pochodzenie i rodzina

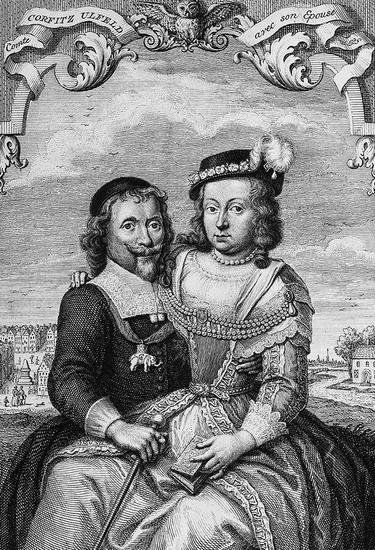
Corfitz Ulfeldt i Eleonora Krystyna

Uważa się, że Christian IV był ojcem czternaściorga dzieci jego drugiej żony Kirsten Munk, z których trójka urodziła się przed ślubem obojga w 1615 i ośmioro z czternastu potomków króla Danii dożyło wieku dorosłego. Ród Munków był rodem duńskich i szwedzkich dworzan o niemieckich korzeniach. Za ślubem szlachcianki i króla stała matka Kirsten Munk, wielka posiadaczka ziemska i dziedziczka kilku tytułów Ellen Marsvin, która zgodziła się na ten związek tylko i wyłącznie pod warunkiem, że uświęci go publiczne małżeństwo. Morganatyczny związek rodziców sprawił, że Eleonora Krystyna nie była księżniczką, a nosiła tytuł hrabianki Szlezwiku-Holsztynu podarowany przez króla jej matce w 1629 roku (była to tytularna godność odróżniana od tytułu Księcia Szlezwiku-Holsztynu należącego do jednej z linii dynastii oldenburskiej). Elżbieta Krystyna dorastała w pałacu królewskim otoczona licznym rodzonym i przyrodnim rodzeństwem (w tym z księciem Fryderykiem, synem Chrystiana z pierwszego małżeństwa z Anną Katarzyną Hohenzollern), ze służbą i rodzicami. W kilka lat po jej narodzinach król oskarżył jej matkę o cudzołóstwo z innymi mężczyznami i rozwiódł się z Kirsten Munk na początku 1630 roku. Miał już wówczas romans z damą dworu swojej żony, niejaką Vibeke Kruse. Mimo wygnania matki, Chrystian IV nigdy nie oddalił od siebie swoich dzieci – Eleonora Krystyna była wręcz jego ulubienicą.
Jej małżeństwo było częścią polityki Chrystiana IV polegającej na wzmacnianiu potęgi dynastii – od kiedy w 1448 Oldenburgowie poprzez na małżeństwo odziedziczyli tron Danii, Norwegii i Szwecji, korona była przekazywana z ojca na syna i dopiero w kilkanaście lat po śmierci Chrystiana IV w 1660 roku sukcesja tronu stała się dziedziczna. Do tej pory król zaprzysięgał przed Rigsdagiem wierność przywilejów szlacheckich i musiał ożenić się z członkinią jednej z zagranicznych rodzin królewskich bądź książęcych, ponieważ duńska szlachta była zbyt nisko urodzona dla monarchy. Legitymizowany status Eleonory Krystyny i jej sióstr był wielce pomocny dla wzmacniania władzy wewnętrznej ich ojca, a do tego wnosił królewską krew do szlacheckich rodzin. Sześć córek Chrystiana IV zawarło takie małżeństwa. W 1636 piętnastoletnia Eleonora Krystyna poślubiła trzydziestodziewięcioletniego hrabiego Corfitza Ulfeldta, syna zmarłego już Kanclerza Królestwa Duńskiego Jakoba Ulfeldta (1567–1630), z którym była zaręczona odkąd skończyła dziewięć. Krok ten zapewnił Chrystianowi IV wierność Ulfeldtów i spokrewnionych z nimi rodami. Sama Eleonora Krystyna była szaleńczo zakochana w swoim mężu do śmierci i towarzyszyła mu niemal wszędzie, odmówiła kiedyś nawet wydania szwagierce jego bezcennej kolekcji klejnotów, mimo że ta oferowała jej wolność.

## Podróże zagraniczne

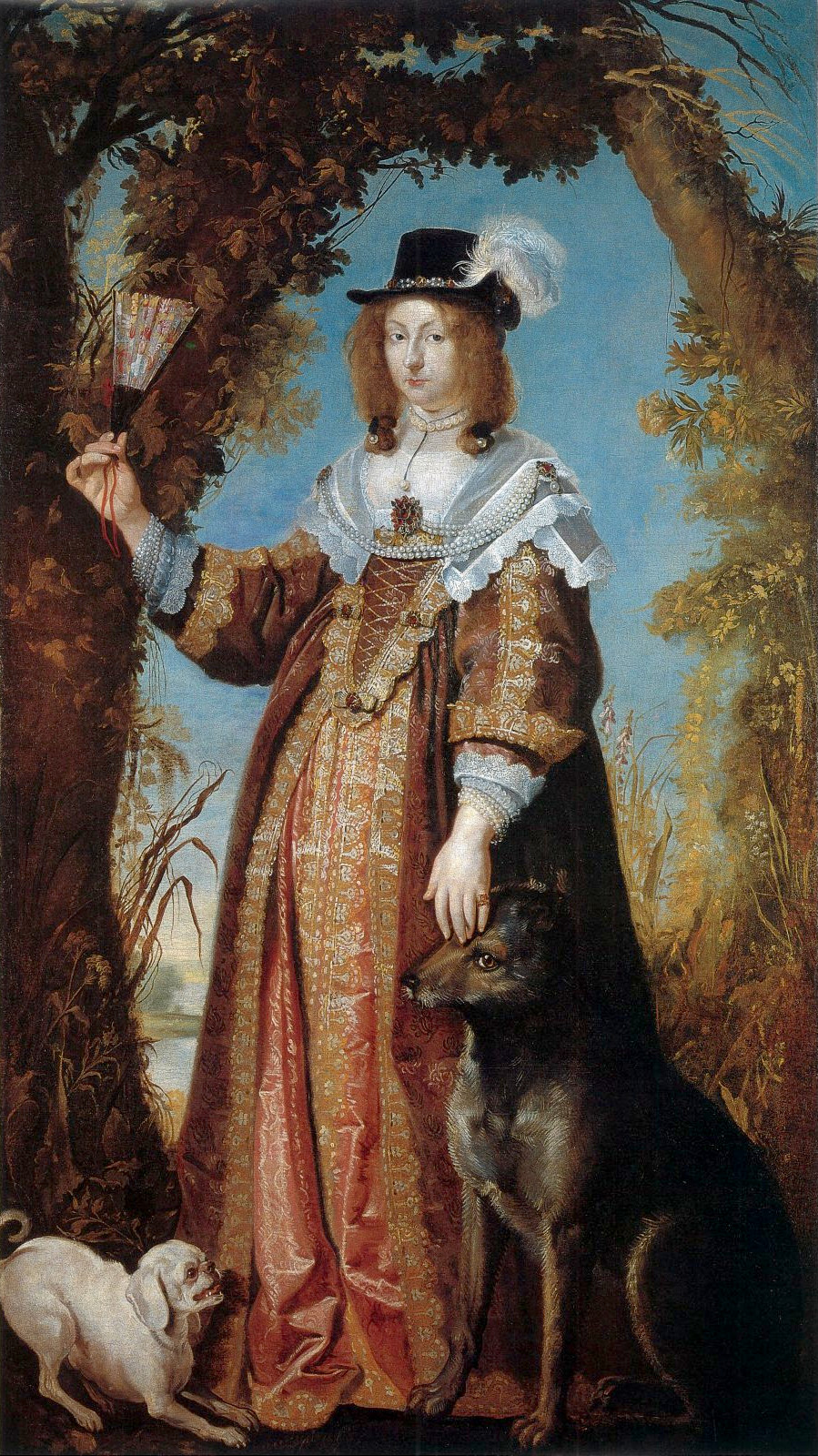
Eleonora Krystyna, portret autorstwa Karela van Mandera

Wkrótce po ślubie z córką królewską, Ulfeldt zaczął odnosić coraz większe sukcesy tak w kraju jak i za granicą – rozbudował i upiększył swoje zamki w Egeskov, pałac Hirschholm, Urup, Gradlitz i Hermanitz. W 1641 został mianowany hrabią Rzeszy przez cesarza Świętego Cesarstwa Rzymskiego Narodu Niemieckiego, Ferdynanda III. W latach czterdziestych XVII wieku potęga Ulfeldta była największa, a Eleonora Krystyna nie będąc królową była swego rodzaju "pierwszą damą" duńskiego dworu. Właśnie wtedy ściągnęła na siebie nienawiść swojej szwagierki, żony następcy tronu Zofii Amelii Brunszwickiej, która zazdrościła jej urody i bogactwa strojów dworskich. Szczególną zawiścią przyszła królowa prześladowała Eleonorę Krystynę za naszyjnik z idealnie okrągłych dużych pereł, wielkości gołębich jajek, który podarował córce sam król Chrystian IV. Jej małżeństwo w porównaniu do małżeństw jej sióstr było niezwykle szczęśliwe i wkrótce po ślubie na świat zaczęły przychodzić dzieci.
W chwili wstąpienia na tron jej starszego, przyrodniego brata Fryderyka III młode małżeństwo zostało zmuszone do opuszczenia królewskiego dworu i niemal wygnane do posiadanych przez Ulfeldta bajecznych zamków i pałaców. Właśnie wtedy Zofia Amalia okazała się być najbardziej bezwzględnym wrogiem Eleonory Krystyny. Nieprzyjaźń obu kobiet zaczęła się kilka lat wcześniej kiedy Eleonora Krystyna nie chciała oddać niedawno poślubionej Fryderykowi Zofii Amalii pierwszego miejsca na dworze.
Kiedy na męża Eleonory Krystyny padła królewska niełaska i podejrzenia w 1651 roku, ta podążyła za nim do Amsterdamu i Sztokholmu, byli zmuszeni do emigracji przez nienawiść dzielącą obie kobiety i nakaz aresztowania wydany przez króla, który wyjął szwagra spod prawa. Małżonkowie byli goszczeni na dworach wrogich Oldenburgom przez kilka lat, z nadzieją, że gdy wrócą już do Kopenhagi staną się posłusznymi szpiegami w ręku wrogich mocarstw. W Szwecji czekało na nich niezwykłe wyróżnienie – król nadał Corfitzowi Ulfeldtowi dziedziczny tytuł hrabiego Sölvesborg w zamian za wyjawienie kilku tajemnic duńskiej korony, jednak już w 1659 roku został skazany na dożywotnie więzienie za szpiegostwo dla obu zainteresowanych stron. Eleonora Krystyna broniła go przed sądem i królem Karolem X, zyskując w ten sposób szacunek samego króla jak i dworu. W końcu udało im się przekonać sąd królewski o niewinności Corfitzia i oboje udali się innymi statkami do Kopenhagi, gdzie Eleonora Krystyna została uwięziona w zamku Hammershus na wyspie Bornholm w latach 1660–1661, dopóki nie zgodzili się oddać królestwu najwspanialszych ze swoich posiadłości.
Kiedy Ulfeldt znowu został oskarżony o zdradę, Eleonora Krystyna wyjechała do Anglii, gdzie omawiała z królem Karolem II zwrot udzielonej mu przez nich pożyczki, kiedy znajdował się na wygnaniu. Król spłacił swój dług witając hrabinę (swoją kuzynkę) przy stole, aresztując ją i odsyłając jednym ze statków handlowych do Danii w 1663.

## Więzienie

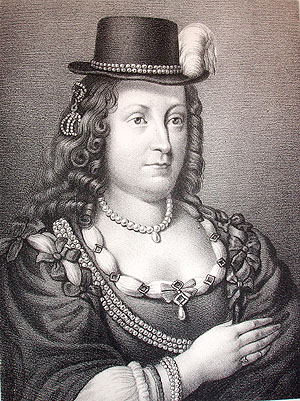
Eleonora Krystyna w słynnym naszyjniku z pereł

Eleonora Krystyna została zamknięta w małej celi z jednym wąskim okienkiem, brana w krzyżowy ogień pytań przez dworskich urzędników i zastraszana. Mimo to nie zgodziła się wyjawić tajemnic męża. Ostatecznie jednak zgodziła się na oddanie wszystkich ich posiadłości, klejnotów i pałaców w zamian za uwolnienie męża. Została jednak oszukana – wydano wyrok egzekucji Ulfelda i wygnania ich dzieci. Już nigdy więcej nie zobaczyła męża, do śmierci wierząc, że żyje gdzieś na prowincji z ich dziećmi.
Przez następne dwadzieścia dwa lata była przetrzymywana w niesławnej Białej Wieży kopenhaskiego zamku. Żyła w niegodnych i upokarzających warunkach niegodnych córki króla, pozbawiona wszystkich wygód. Przez cały czas swojego więzienia okazywała niezwykłą godność i stoicyzm, pisała swoje słynne Pamiętniki opisując w nich chłód ścian, ból i to jak z głodu zjadała zostawiane jej na noc świece. Używała dawanego jej cukru do suszenia pisanych sowim piórem kart. Mimo wszystko jej zapiski pełne są humoru, małych radości i modlitw za zawistną królową.
Jedynymi ludźmi jacy ją odwiedzali byli strażnicy więzienni, kucharki i królowa, która na te okazje zakładała najpiękniejsze ze swoich sukien i klejnotów by jeszcze bardziej pognębić – groziła jej śmiercią w męczarniach i wymordowaniem jej dziećmi. Eleonora Krystyna okazywała szwagierce pogardę i współczucie, co jeszcze bardziej rozwścieczało Zofię Amalię. Uwięzionej kobiecie usługiwały młode służące wobec których zawsze była czuła i uprzejma.

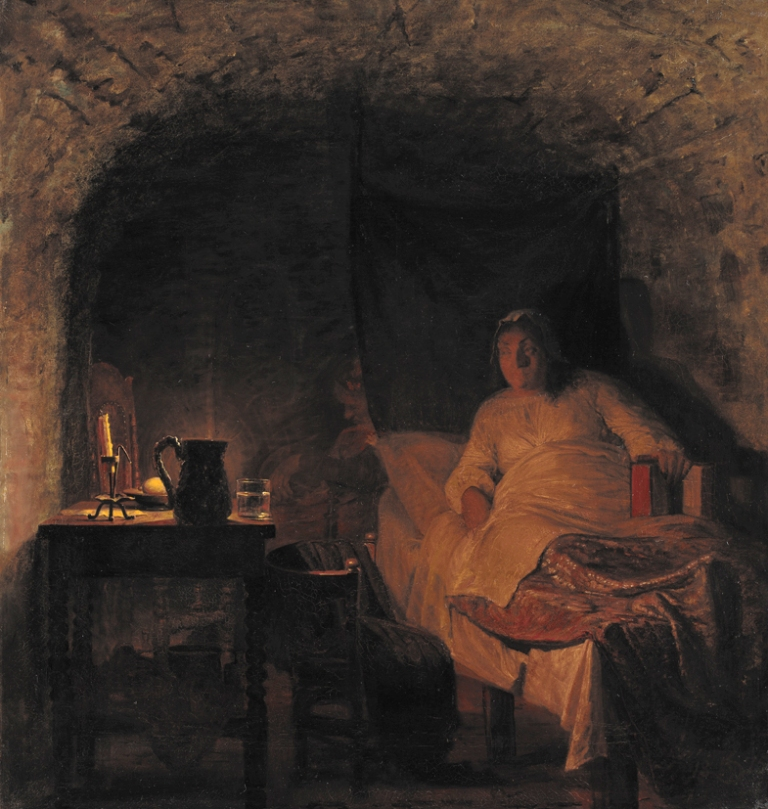
Eleonora Krystyna w więzieniu, obraz autorstwa Kristiana Zahrtmanna, 1875

Do Eleonory Krystyny docierało bardzo niewiele informacji ze świata zewnętrznego – najbardziej zasmuciła ją wieść o śmierci Fryderyka III na początku 1670. Nowy król Chrystian V wysłał swoich ministrów do zbadania warunków życia uwięzionej ciotki i wbrew woli matki poprawił znacznie warunki życia Eleonory Krystyny. Królowa zagroziła opuszczeniem dworu jeśliby uwolnił jej największego wroga z więzienia, więc pozostawił ją tam gdzie się znajdowała odwiedzając ją niekiedy. Posyłał też specjały z dworskiej kuchni do celi więziennej Eleonory Krystyny, bojąc się trucicielskich zapędów matki.
Na życzenie króla do Eleonory Krystyny zaczęły przybywać wysoko urodzone damy dworu królewskiego, w tym Augusta Schleswig-Holstein-Sonderburg-Glücksburg, która właśnie wtedy poślubiła swojego dalekiego kuzyna Ernesta Günthera, księcia Schleswig-Holstein-Sonderburg-Augustenburg, nowa duńska królowa Karolina Amelia i jej szwagierka Anna Zofia Oldenburg (córka Fryderyka III i żona elektora saskiego Jana Jerzego III. Wszystkie z nich były chętnie przyjmowane przez Eleonorę Krystynę, która z wielkim szacunkiem gościła je wszystkie poza księżną Augustą, którą uwięziona hrabina uważała za Zofię Amalię. Matka nowej królowej, Jadwiga Hohenzolern również odwiedzała uwięzioną kobietę, często ofiarując jej drobne prezenty.
Król nakazał przenieść Eleonorę Krystynę do niżej położonych, bardziej luksusowych części wieży by ochronić ją przed mroźnymi, duńskimi zimami, a jego żona przesyłała jej często jedwabne suknie i klejnoty. Również wtedy pisanie Pamiętników poszło bardzo do przodu – dwór zaczął dostarczać do wieży spore ilości papieru, atramentu i piór. W ramach wdzięczności opisała dobroć swojego bratanka i jego żony w swoich dziennikach.
Królowa wdowa Zofia Amalia zmarła w lutym 1685 i 19 maja tego samego roku Eleonora Krystyna została poinformowana o królewskim rozkazie uwolnienia z więzienia. Ciotkę przyjęła córka jej siostry Elżbieta Augusta Lindenov, która odebrała ubraną na czarno i w welonie hrabinę, która odwiedziła królową i dwór, złożyła wizytę Chrystianowi V. W chwili wyjścia z Białej Wieży Eleonora Krystyna miała sześćdziesiąt trzy lata, z czego spędziła w wieży dwadzieścia jeden lat, dziewięć miesięcy i jedenaście dni. Ostatnie lata swojego życia spędziła w klasztorze Maribo.

## Potomstwo
Eleonora Krystyna wraz ze swym mężem Corfitzem Ulfeldtem miała dziesięcioro dzieci:
- Chrystian (5 grudnia 1637 – 29 lutego 1688);
- Anna Katarzyna (18 marca 1639 – 27 maja 1707), żona holenderskiego barona Wergiliusza de Cassette;
- Jakub (1640 – 1642);
- Ellen (listopad 1643 – 11 grudnia 1677);
- Ludwik (1644 – 1668);
- Corfitz (1645 – 8 sierpnia 1688);
- Leon Belgicus (1646–1651);
- Eleonora Zofia (1647 – 15 sierpnia 1698), żona szlachcica Lavego Becka;
- Otton (1648 – 1651);
- Leon (22 marca 1651 – 11 kwietnia 1716), austriacki marszałek

Poprzez swojego syna, hrabiego Leona Ulfeldta (1651–1716) Eleonora Krystyna jest przodkinią wielu europejskich królów i książąt w tym Symeona II, króla Bułgarii, Michała I, króla Rumunii, Piotra II, króla Jugosławii, Jana Adama II, księcia Liechtensteinu, Karola I, władcy Austro-Węgier, Manuela II, króla Portugalii, Fryderyka Augusta III, króla Saksonii, Marie Christine von Reibnitz, kardynała Schönborna, Maksymiliana, księcia Hohenberg i Johannes, książę Thurn und Taxis.